# Nyctimystes myolae
Nyctimystes myolae es una rana de árbol de Papúa Nueva Guinea. Científicos lo encontraron cerca del pueblo de Myola, 2000 metros sobre nivel del mar.
El piel en su espalda es de color marrón.  Científicos dicen que esta rana es pariente de Nyctimystes narinosus.